# 976-й истребительный авиационный полк
976-й истребительный авиационный Инстербургский орденов Суворова и Кутузова полк (976-й иап) — воинская часть Военно-воздушных сил (ВВС) Вооружённых Сил РККА, принимавшая участие в боевых действиях Великой Отечественной войны, вошедшая в состав ВВС России после распада СССР.

## Наименования полка

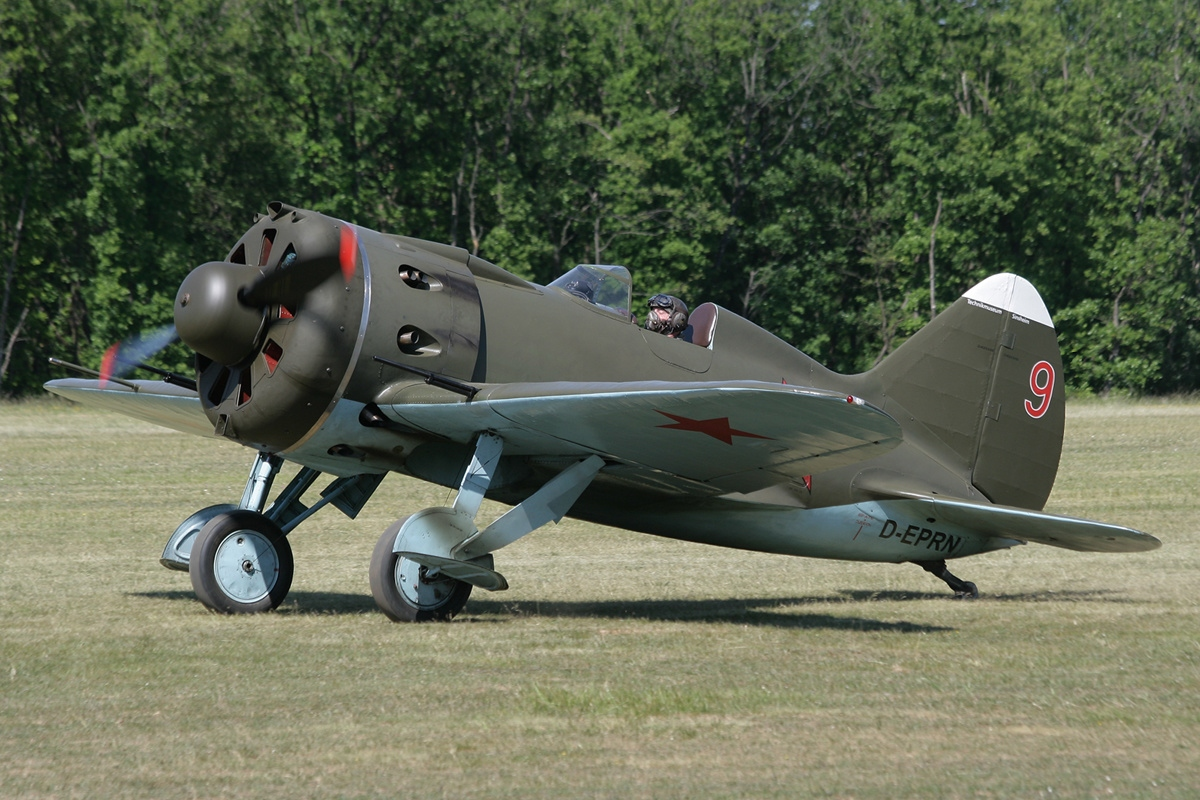
Самолёт И-16

- 927-й "А" истребительный авиационный полк;
- 976-й истребительный авиационный полк;
- 976-й истребительный авиационный ордена Кутузова полк;
- 976-й истребительный авиационный Инстербургский ордена Кутузова полк;
- 976-й истребительный авиационный Инстербургский орденов Суворова и Кутузова полк;
- 976-й авиационный Инстербургский орденов Суворова и Кутузова полк истребителей-бомбардировщиков;
- 976-й бомбардировочный авиационный Инстербургский орденов Суворова и Кутузова полк;
- 976-й бомбардировочный авиационный Инстербургский орденов Суворова и Кутузова инструкторский полк;
- Войсковая часть (Полевая почта) 40426.

## Создание полка
976-й истребительный авиационный полк сформирован 21 августа 1942 года путём переименования 927-го «А» истребительного авиационного полка.

## Переформирование и расформирование полка
- 976-й истребительный авиационный Инстербургский орденов Суворова и Кутузова полк 15 декабря 1981 года был переименован в 976-й авиационный Инстербургский орденов Суворова и Кутузова полк истребителей-бомбардировщиков с перевооружением на самолёты Су-17.
- 976-й авиационный Инстербургский орденов Суворова и Кутузова полк истребителей-бомбардировщиков 1 декабря 1989 года был переименован в 976-й бомбардировочный авиационный Инстербургский орденов Суворова и Кутузова полк с перевооружением на самолёты Су-24
- 976-й бомбардировочный авиационный Инстербургский орденов Суворова и Кутузова полк 1 сентября 1993 года был переименован в 976-й инструкторский бомбардировочный авиационный Инстербургский орденов Суворова и Кутузова полк;
- в связи с продолжением реформы Вооружённых сил России полк 1 мая 1998 года был расформирован на аэродроме Тоцкое Оренбургской области.

## В действующей армии
В составе действующей армии:
- с 21 августа 1942 года по 11 ноября 1942 года,
- с 5 августа 1943 года по 1 мая 1945 года.

## Командиры полка
| Звание                         | Имя                        | Период                  | Примечание |
| ------------------------------ | -------------------------- | ----------------------- | ---------- |
| капитан                        | Гугашин Василий Васильевич | 03.08.1942 — 27.08.1942 | погиб      |
| майор                          | Терещенко Самуил Иванович  | 09.09.1942 — 05.03.1944 |            |
| майор, подполковник, полковник | Кулев Владимир Семёнович   | 05.03.1944 — 1951       |            |

## В составе соединений и объединений
| Период        | Фронт (округ)              | армия                                   | корпус                                     | дивизия                                                                                         | примечание                                                                   |
| ------------- | -------------------------- | --------------------------------------- | ------------------------------------------ | ----------------------------------------------------------------------------------------------- | ---------------------------------------------------------------------------- |
| 21.08.1942 г. | Закавказский фронт         | ВВС Закавказского фронта                | -                                          | -                                                                                               | И-16, боевой работы не вёл                                                   |
| 30.10.1942 г. | Закавказский фронт         | 4-я воздушная армия                     | Северная группа войск                      | 216-я истребительная авиационная дивизия                                                        | И-16                                                                         |
| 11.11.1942 г. | Закавказский фронт         | 4-я воздушная армия                     | Северная группа войск                      | 216-я истребительная авиационная дивизия                                                        | передал 6 лётчиков и все самолёты в 84-й «А» истребительный авиационный полк |
| 11.11.1942 г. | Закавказский фронт         | ВВС Закавказского фронта                | -                                          | 26-й запасной истребительный авиационный полк                                                   | доукомплектование                                                            |
| 12.01.1943 г. | Закавказский фронт         | ВВС Закавказского фронта                | -                                          | 26-й запасной истребительный авиационный полк                                                   | убыл в 19-й зиап                                                             |
| 15.06.1943 г. | Сибирский военный округ    | ВВС Сибирского военного округа          | -                                          | 19-й запасной истребительный авиационный полк                                                   | ст. Обь Новосибирской области, освоил Як-7б                                  |
| 20.06.1943 г. | Сибирский военный округ    | ВВС Сибирского военного округа          | -                                          | 19-й запасной истребительный авиационный полк                                                   | Ж/д эшелоном перебазировался на Калининский фронт                            |
| 01.08.1943 г. | Калининский фронт          | 3-я воздушная армия                     | -                                          | 259-я истребительная авиационная дивизия                                                        | Як-7б                                                                        |
| 05.08.1943 г. | Калининский фронт          | 3-я воздушная армия                     | -                                          | 259-я истребительная авиационная дивизия                                                        | Як-7б, приступил к боевой работе                                             |
| 20.10.1943 г. | 1-й Прибалтийский фронт    | 3-я воздушная армия                     | -                                          | 259-я истребительная авиационная дивизия                                                        | Як-7б                                                                        |
| 01.11.1943 г. | 1-й Прибалтийский фронт    | 3-я воздушная армия                     | -                                          | 259-я истребительная авиационная дивизия                                                        | Як-7б, получил Як-9                                                          |
| 24.02.1945 г. | 3-й Белорусский фронт      | 3-я воздушная армия                     | Земландская оперативная группа войск       | 259-я истребительная авиационная дивизия                                                        | Як-9                                                                         |
| 03.04.1945 г. | 3-й Белорусский фронт      | 3-я воздушная армия                     | -                                          | 259-я истребительная авиационная дивизия                                                        | Як-9, получил Як-3                                                           |
| 09.05.1945 г. | Ленинградский фронт        | 3-я воздушная армия                     | -                                          | 259-я истребительная авиационная дивизия                                                        | Як-9, Як-3                                                                   |
| 10.06.1945 г. | Особый военный округ       | 3-я воздушная армия                     | -                                          | 259-я истребительная авиационная дивизия                                                        | Як-9, Як-3                                                                   |
| 28.11.1945 г. | Бакинский военный округ    | 7-я воздушная армия                     | -                                          | 259-я истребительная авиационная дивизия                                                        | Як-9, Як-3, Евлах                                                            |
| 24.04.1946 г. | Закавказский военный округ | 11-я воздушная армия                    | -                                          | 259-я истребительная авиационная дивизия                                                        | Як-9, Як-3, Евлах                                                            |
| 20.11.1947 г. | Бакинский военный округ    | 7-я воздушная армия                     | 5-й истребительный авиационный корпус      | 259-я истребительная авиационная дивизия                                                        | Як-9, Як-3, Евлах                                                            |
| 10.01.1949 г. | Закавказский военный округ | 34-я воздушная армия                    | 62-й истребительный авиационный корпус     | 259-я истребительная авиационная дивизия                                                        | Як-9, Як-3, Евлах                                                            |
| 01.01.1950 г. | Бакинский район ПВО        | 42-я воздушная истребительная армия ПВО | 36-й истребительный авиационный корпус ПВО | 259-я истребительная авиационная дивизия                                                        | Як-9, Як-3, Евлах                                                            |
| 24.09.1951 г. | Бакинский район ПВО        | 42-я воздушная истребительная армия ПВО | 36-й истребительный авиационный корпус ПВО | 259-я истребительная авиационная дивизия                                                        | МиГ-15бис, Евлах                                                             |
| 01.09.1953 г. | Бакинский район ПВО        | 42-я воздушная истребительная армия ПВО | 62-й истребительный авиационный корпус     | 259-я истребительная авиационная дивизия                                                        | МиГ-17, Кюрдамир                                                             |
| 14.06.1954 г. | Бакинский округ ПВО        | 42-я воздушная истребительная армия ПВО | 62-й истребительный авиационный корпус     | 259-я истребительная авиационная дивизия                                                        | МиГ-17, Кюрдамир                                                             |
| 1960 г.       | Бакинский округ ПВО        | -                                       | 15-й корпус ПВО                            | 259-я истребительная авиационная дивизия                                                        | МиГ-17, Кюрдамир                                                             |
| 22.11.1960 г. | Бакинский округ ПВО        | -                                       | 15-й корпус ПВО                            | 259-я истребительная авиационная дивизия                                                        | Су-9, Кюрдамир                                                               |
| 1963 г.       | Бакинский округ ПВО        | -                                       | 15-й корпус ПВО                            |                                                                                                 | Су-9, Кюрдамир                                                               |
| 1971 г.       | Бакинский округ ПВО        | -                                       | 15-й корпус ПВО                            |                                                                                                 | Су-15, Кюрдамир                                                              |
| 15.05.1980 г. | Закавказский военный округ | ВВС Закавказского военного округа       |                                            |                                                                                                 | Су-15, Кюрдамир                                                              |
| 15.12.1981 г. | Закавказский военный округ | ВВС Закавказского военного округа       |                                            |                                                                                                 | переименован в апиб, Су-15, Кюрдамир                                         |
| 01.07.1982 г. | Закавказский военный округ | ВВС Закавказского военного округа       |                                            |                                                                                                 | получил Су-17М, Кюрдамир                                                     |
| 01.10.1983 г. | Закавказский военный округ | ВВС Закавказского военного округа       |                                            | 36-я авиационная дивизия истребителей-бомбардировщиков                                          | Су-17М, Кюрдамир                                                             |
| 01.05.1988 г. | Закавказский военный округ | 34-я воздушная армия                    |                                            | 36-я авиационная дивизия истребителей-бомбардировщиков                                          | Су-17М, Кюрдамир                                                             |
| 01.12.1989 г. | Закавказский военный округ | 34-я воздушная армия                    |                                            | 36-я бомбардировочная авиационная дивизия                                                       | переименован в бап, Су-24, Кюрдамир                                          |
| 01.06.1992 г. | Закавказский военный округ | 34-я воздушная армия                    |                                            | 36-я бомбардировочная авиационная дивизия                                                       | перебазирование в Россию                                                     |
| 01.06.1992 г. | Московский военный округ   | ВВС Московского военного округа         |                                            | 1080-й Краснознамённый учебный авиационный центр переучивания лётного состава им. В. П. Чкалова | Су-24, Упрун Челябинской области                                             |
| 01.09.1993 г. | Московский военный округ   | ВВС Московского военного округа         |                                            | 1080-й Краснознамённый учебный авиационный центр переучивания лётного состава им. В. П. Чкалова | переименован в инструкторский полк, Су-24, Упрун Челябинской области         |
| 01.09.1997 г. | Московский военный округ   | ВВС Московского военного округа         |                                            | 4-й Центр боевого применения и переучивания лётного состава ВВС                                 | Су-24, Тоцкое Оренбургской области                                           |
| 01.05.1998 г. | Московский военный округ   | ВВС Московского военного округа         |                                            | 4-й Центр боевого применения и переучивания лётного состава ВВС                                 | расформирован                                                                |

## Участие в операциях и битвах

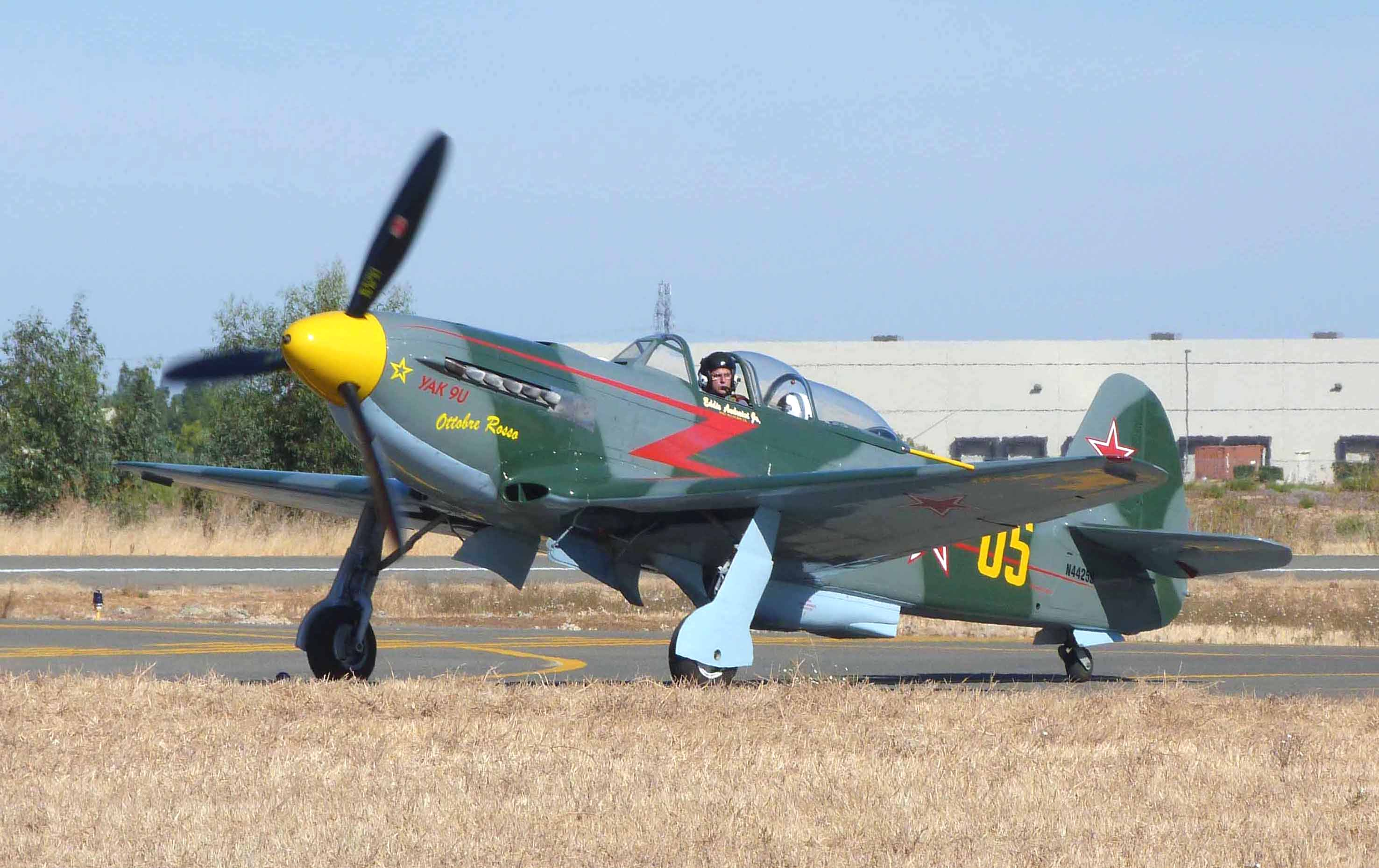
Як-9У

- Нальчикско-Орджоникидзевская операция — с 30 октября 1942 года по 11 ноября 1942 года.
- Смоленская операция «Суворов» — с 7 августа 1943 года по 2 октября 1943 года.
- Духовщинско-Демидовская наступательная операция — с 13 августа 1943 года по 2 октября 1943 года.
- Невельская наступательная операция — с 6 октября 1943 года по 10 октября 1943 года.
- Городокская операция — с 12 декабря 1943 по 31 декабря 1943 года.
- Витебско-Оршанская операция — с 23 июня 1944 года по 28 июня 1944 года.
- Минская операция — с 29 июня 1944 года по 4 июля 1944 года.
- Полоцкая наступательная операция — с 29 июня 1944 года по 4 июля 1944 года.
- Шяуляйская операция — с 5 июля 1944 года по 31 июля 1944 года.
- Прибалтийская операция — с 14 сентября 1944 года по 24 ноября 1944 года.
- Рижская операция — с 14 сентября 1944 года по 22 октября 1944 года.
- Мемельская операция — с 5 октября 1944 года по 22 октября 1944 года.
- Восточно-Прусская операция — с 13 января 1945 года по 25 апреля 1945 года.
- Кёнигсбергская операция — с 6 апреля 1945 года по 9 апреля 1945 года.
- Земландская наступательная операция — с 13 апреля 1945 года по 25 апреля 1945 года.
- Блокада и ликвидация Курляндской группировки — с 5 мая 1945 года по 9 мая 1945 года.

## Почётные наименования
976-му ордена Кутузова истребительному авиационному полку 19 февраля 1945 года за отличие в боях за овладение городом Инстербург присвоено почётное наименование «Инстербургский».

## Награды
- 976-й истребительный авиационный полк 22 октября 1944 года за образцовое выполнение заданий командования в боях с немецкими захватчиками при прорыве обороны противника юго-восточнее города Рига и проявленные при этом доблесть и мужество Указом Президиума Верховного Совета СССР награждён Орденом Кутузова III степени[4].
- 976-й истребительный авиационный полк 28 мая 1945 года за образцовое выполнение боевых заданий командования в боях с немецкими захватчиками при овладении городом и крепостью Пиллау и проявленные при этом доблесть и мужество Указом Президиума Верховного Совета СССР награждён орденом Суворова III степени

## Благодарности Верховного Главнокомандования
За проявленные образцы мужества и героизма Верховным Главнокомандующим лётчикам полка в составе дивизии объявлены благодарности:
За проявленные образцы мужества и героизма Верховным Главнокомандующим дивизии объявлены благодарности:
- За овладение городом и крупной железнодорожной станцией Городок[5]
- За прорыв обороны Витебского укреплённого района немцев, северо-западнее города Витебск[6].
- За овладение городом Паневежис[7]
- За овладение городом Елгава (Митава)[8].
- За разгром группы немецких войск юго-западнее Кёнигсберга[9].
- За овладение городом и крепостью Кёнигсберг[10].
- За овладение городом и крепостью Пиллау[11].

| Як-7УТ | Як-9УМ | Як-7 |

## Отличившиеся воины
- Семёнов Владимир Фёдорович, старший лейтенант, заместитель командира эскадрильи 976-го истребительного авиационного полка 259-й истребительной авиационной дивизии 3-й воздушной армии Указом Президиума Верховного Совета СССР 23 февраля 1945 года удостоен звания Герой Советского Союза. Золотая Звезда № 4179.
- Гудков Дмитрий Васильевич, майор, командир эскадрильи 976-го истребительного авиационного полка 259-й истребительной авиационной дивизии 3-й Воздушной Армии Указом Президиума Верховного Совета СССР 29 июня 1945 года удостоен звания Герой Советского Союза. Золотая Звезда № 6198.

## Статистика боевых действий
Всего годы Великой Отечественной войны полком:
| Выполнено боевых вылетов | Сбито самолётов в воздухе | Уничтожено самолётов всего |
| ------------------------ | ------------------------- | -------------------------- |
| 9700                     | 214                       | 222                        |

Свои потери:
| Потеряно самолётов, всего | Погибло лётчиков всего |
| ------------------------- | ---------------------- |
| 91                        | 45                     |

## Самолёты на вооружении
| Период      | Самолёты |
| ----------- | -------- |
| 1942 — 1943 | И-16     |
| 1943 — 1944 | Як-7Б    |
| 1943 — 1945 | Як-9     |
| 1945 — 1947 | Як-3     |
| 1947 — 1951 | Ла-9     |
| 1951 — 1954 | МиГ-15   |
| 1954— 1960  | МиГ-17   |
| 1960 — 1973 | Су-9     |
| 1973 — 1981 | Су-15    |
| 1982 — 1989 | Су-17М   |
| 1989 — 1998 | Су-24М   |

| Су-9 | МиГ-15 | МиГ-17 |

## Базирование
| Период                  | Аэродромы                        |
| ----------------------- | -------------------------------- |
| 06.1945 — 01.12.1945    | Храброво, Кёнигсбергская область |
| 06.01.1946 — 1953       | Евлах, Азербайджанская ССР       |
| 1953 — 01.06.1992       | Кюрдамир, Азербайджанская ССР    |
| 01.06.1992 — 01.05.1998 | Тоцкое Оренбургской области      |

| Су-15 | Су-17М | Су-24 |